# ホンダ・ビート (自動車)
ビート（BEAT）は、本田技研工業が1991年5月から1996年にかけて製造・販売していた軽自動車規格のオープンカー型ミッドシップスポーツカーである。

## 概要
量産ミッドシップ車としては世界初のフルオープンモノコックボディを採用。車体外観のデザインについてはホンダからの公式アナウンスはないものの、ピニンファリーナの元デザイナーエンリコ・フミアは、チェコスロバキア人デザイナーのパーヴェル・ハセックが担当したと語り、自動車雑誌『スクーデリア』ではピニンファリーナ・ミトスをデザインしたピエトロ・カマルデッラが担当したと記載している。
同時期に販売されていた軽スポーツカーのマツダ・オートザムAZ-1（AZ-1）、ビート（Beat）、スズキ・カプチーノ（Cappuccino）の頭文字をとって、「平成ABCトリオ」と称される。
ミッドシップに横置き搭載されるE07A型エンジンは、SOHCの自然吸気（NA）ながら独立3連スロットルと燃料噴射制御マップ切換方式を組み合わせた吸気システム「MTREC」(Multi Throttle Responsive Engine Control) により、軽自動車の自主規制限界の64 PS / 8,100 rpmを発生する。レッドゾーンは8,500 rpmと高回転に設定されている。組み合わせられる変速機は5速MTのみで、ATは設定されていない。
サスペンションは、SUBARUを除く軽自動車では採用例が少ない四輪独立懸架のストラット式で、軽自動車初の4輪ディスクブレーキ、SRSエアバッグ、サイドインパクトビームなどが装備される。タイヤは前13インチ・後14インチで前後異径ある。後輪ブレーキディスクは同時期のプレリュードのものが使用され、ルームミラーはNSXのものを装備している。パワーステアリングは装備されていない。クラッチ形式は乾式単板ダイヤフラム、変速機形式は常時噛合式（後退は選択しゅう動式）、変速機操作方式はフロア・チェンジ式、かじ取り装置形式はラック・ピニオン式。主ブレーキは制動倍力装置が真空倍力式で前後とも油圧式ディスク。
全高が1,175 mmと低いため室内は狭いが、センターコンソールを左側（助手席側）に約2 cm寄せることで、運転席を助手席よりも広く設定している。トランク容量も極めて小さく、純正オプションとしてトランクリッドに取り付けるキャリアが用意されていた。オーディオは専用品で、車速に応じて音量が自動調整される「スカイサウンドシステム」が装備されている。
1991年8月5日に死去した本田宗一郎も、同年5月15日の発表会に出席しており、本田が生前最後に見送った四輪車となった。
2010年5月9日には、ツインリンクもてぎで開催されたオーナーミーティングのオーバルコースにおいて行われたパレードランに569台が参加した。これはホンダの同一車種による世界最大のパレードランとなり、ギネス・ワールド・レコーズに認定された。販売から30年以上経過した2022年現在においても、およそ1万5,000台あまりが現存しているという。

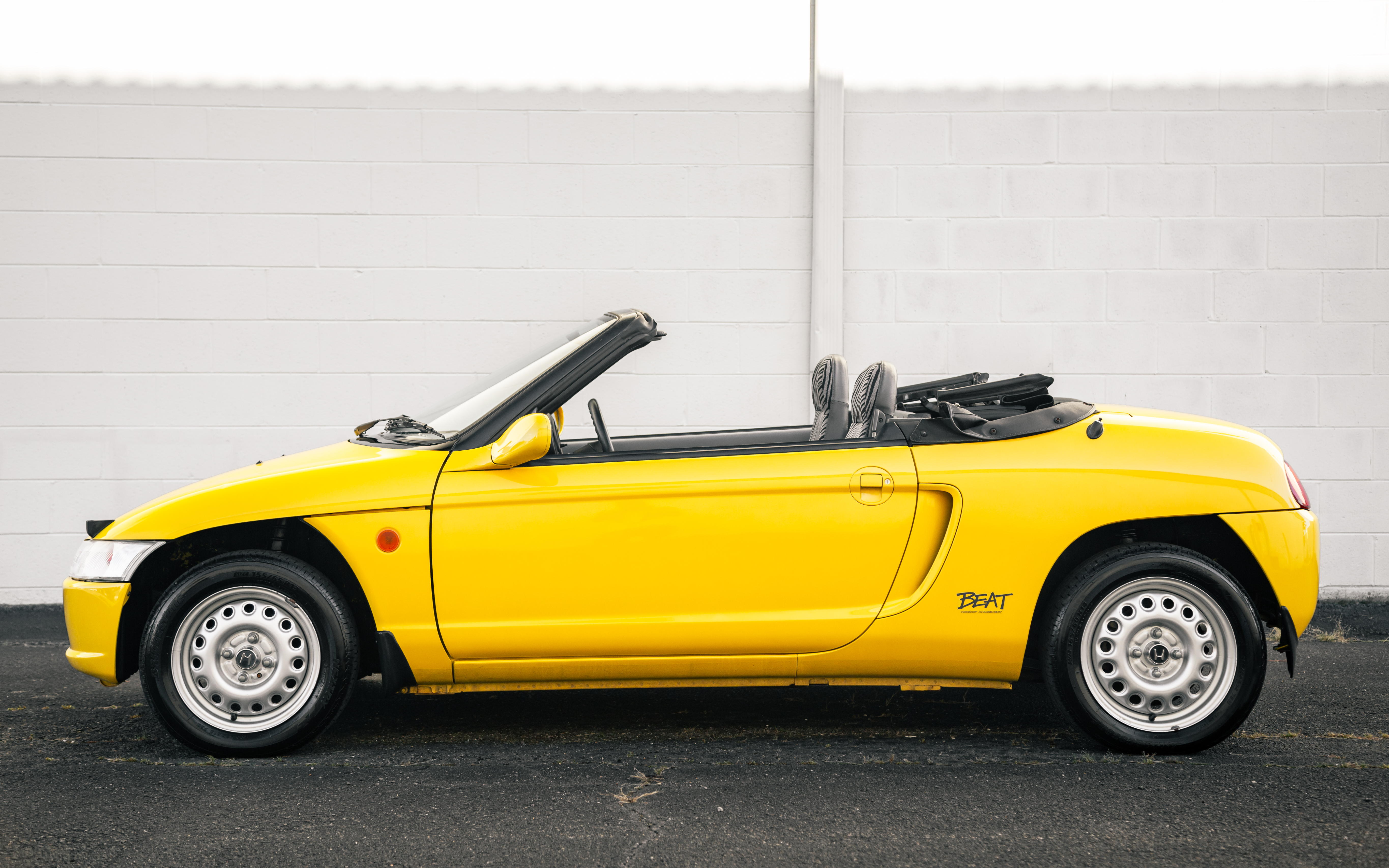
オープン状態
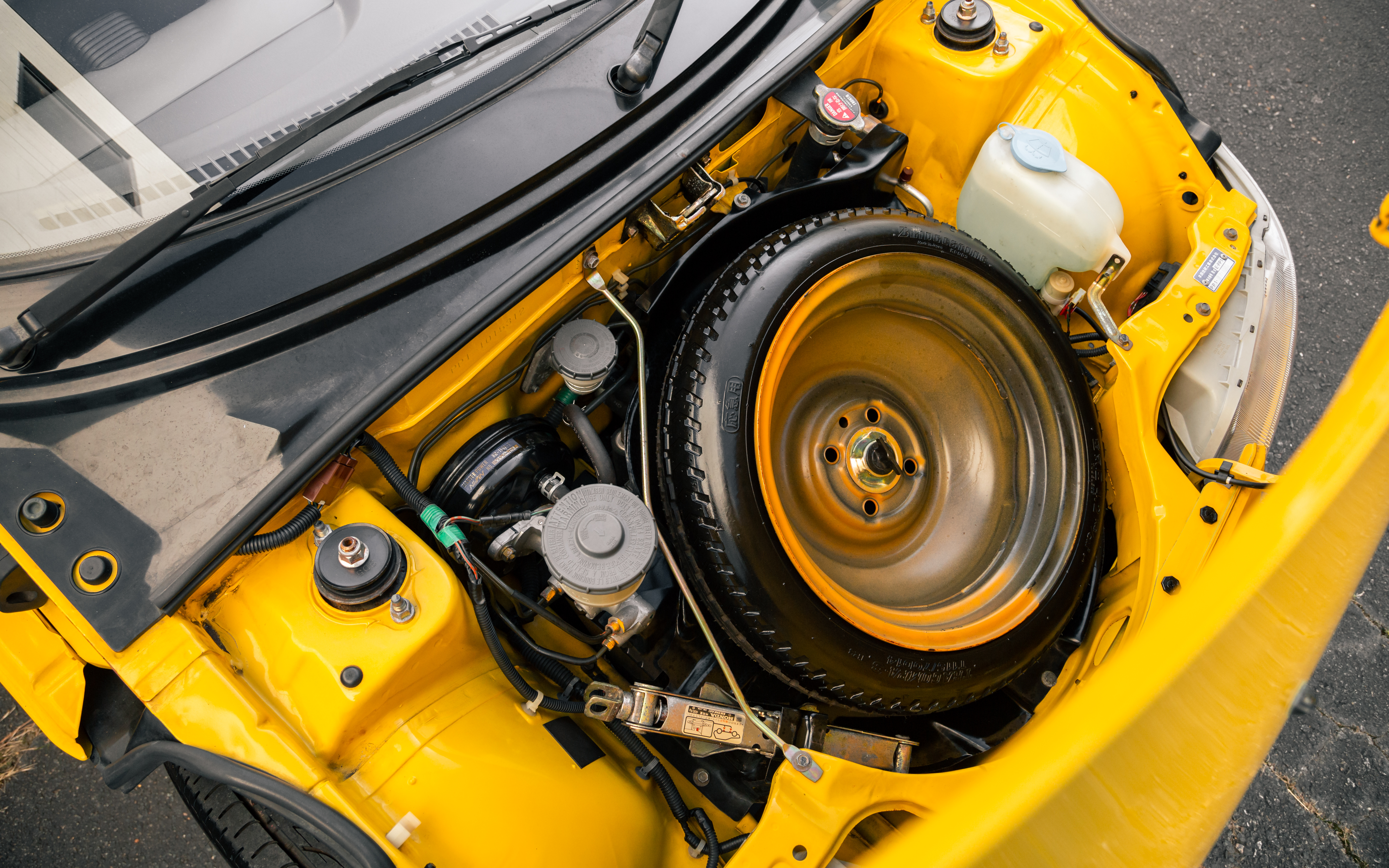
ボンネット内
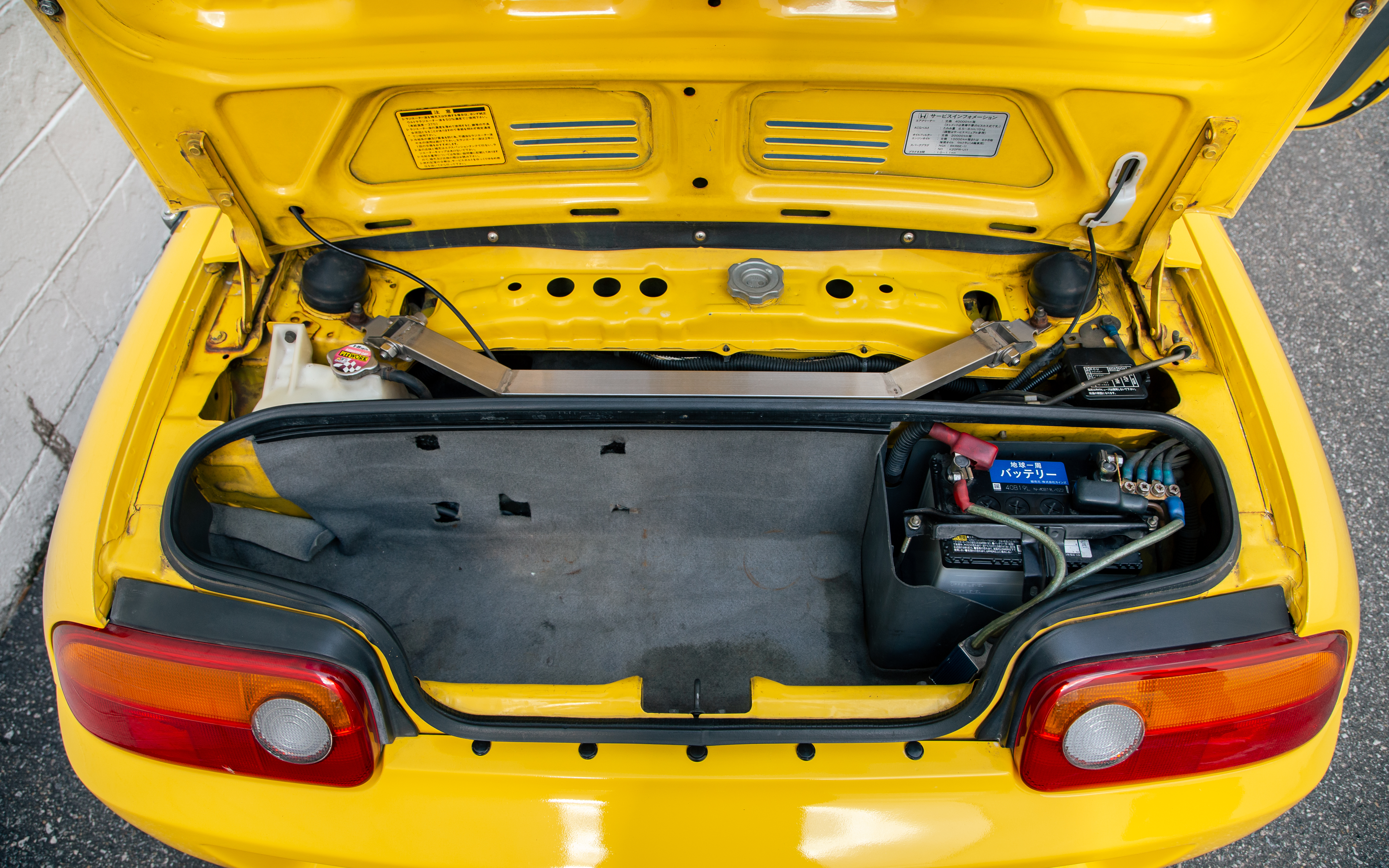
トランクルーム

## 搭載エンジン
E07A型
エンジン種類：水冷直列3気筒横置き
弁機構：SOHCベルト駆動 吸気2 排気2
排気量：656 cc
内径×行程：66.0 mm×64.0 mm
圧縮比：10.0
最高出力：47 kW（64 PS）/8,100 rpm
最大トルク：60 N·m（6.1 kgf·m）/7,000 rpm
燃料供給装置形式：電子制御燃料噴射式 (MTREC)
使用燃料種類：無鉛レギュラーガソリン
燃料タンク容量：24 L

## 年表
- 1991年5月15日 - 発表された（発売は翌5月16日）[8]。月販目標3,000台。発売当時のCMでは、サザンオールスターズのメンバーである原由子の楽曲「じんじん」がCMソングに起用された。
- 1992年
  - 2月18日 - 特別仕様「バージョンF」を限定800台発売した。専用ボディーカラーの「アズテックグリーンパール」が特徴。
  - 5月28日 - 特別仕様「バージョンC」を限定500台発売した。専用ボディーカラーの「キャプティバブルーパール」と、通常仕様がシルバーに対しホワイトのアルミホイールが特徴。
- 1993年12月 - 特別仕様「バージョンZ」を発売した。ボディーカラーは以前から存在した「ブレードシルバー・メタリック」に加え、「エバーグレイドグリーン・メタリック」が新たに追加された。また、メーターの文字盤が白から黒に変更されている。以降標準仕様化された。
- 1995年10月 - 生産終了[9]。
- 1996年12月 - 販売終了[10][11]。
- 2011年10月25日 - ホンダアクセスが発売20周年を記念したモデューロブランドのサスペンション、ギャザス（オーディオ）を限定販売した[12]。
- 2017年6月 - 一部純正部品の再生産・販売を開始[13]。

## S660
2012年9月21日に行われた社長会見において、2015年までに軽自動車を6モデル追加すると発表され、その中にオープンスポーツが含まれていることが公表された。その後、この後継車種は、2011年の東京モーターショーに出品されたコンセプトカーの「EV STER」をベースにしたデザインが採用されると報道された。

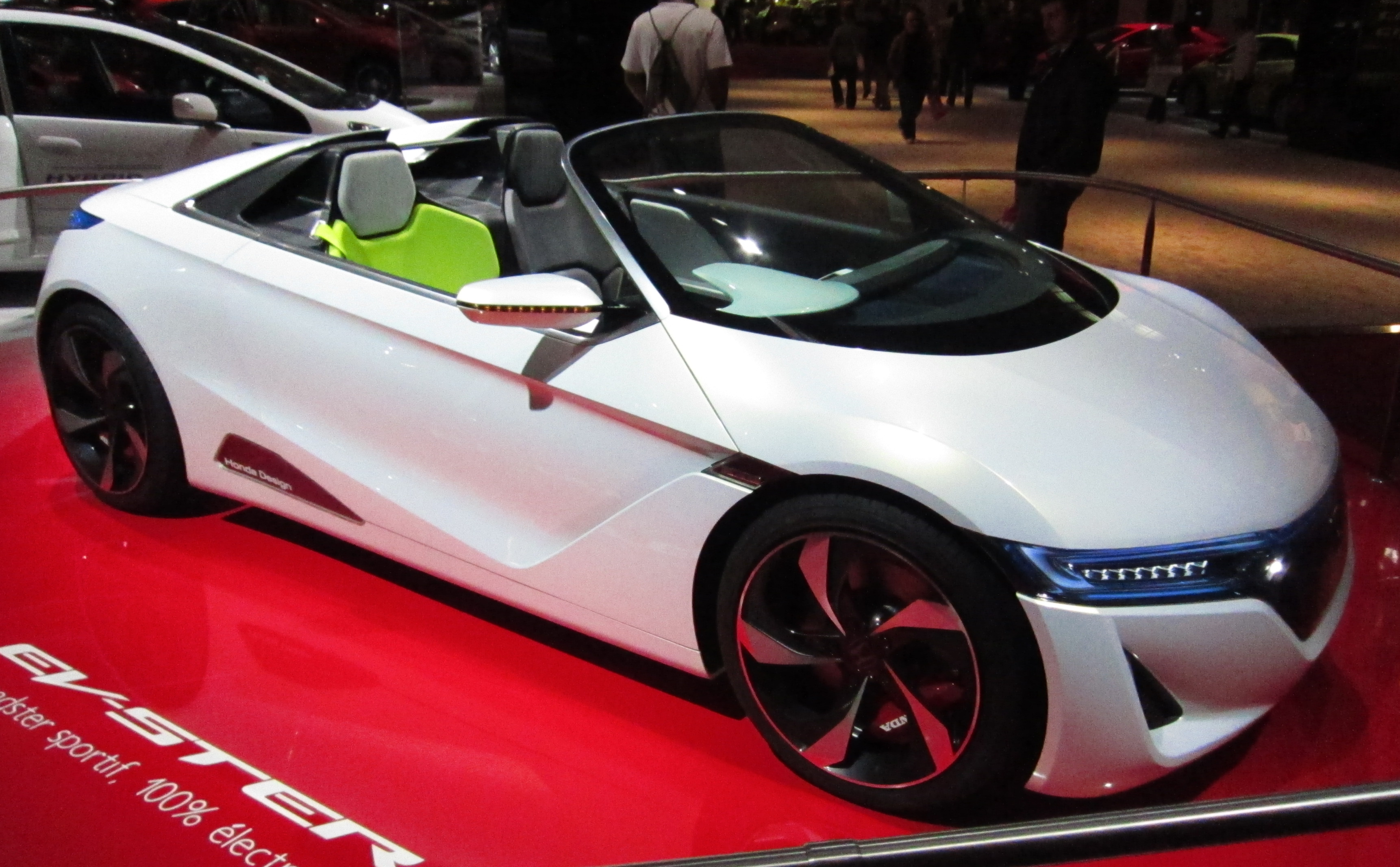
EV STER（フロント）
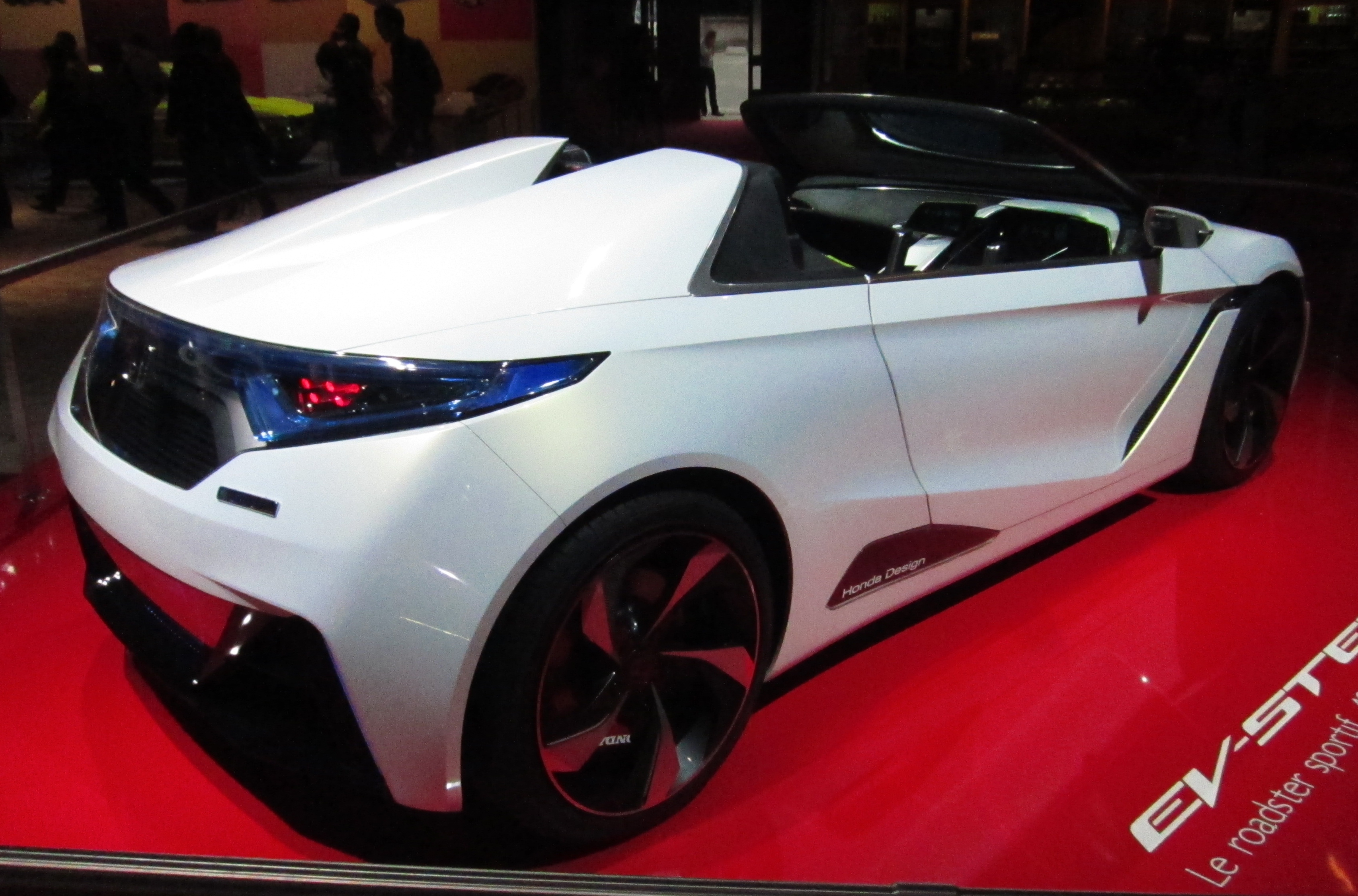
EV STER（リア）

2013年に開催された第43回東京モーターショーでは、次世代軽オープンスポーツモデルである「Honda S660 CONCEPT」が公開された。その後、このモデルは「S660」として市販化され、2015年4月から2022年3月まで製造、販売された。